# 徳持神社
徳持神社（とくもちじんじゃ）は、東京都大田区大田区池上にある神社。

## 概要
建長年間（1249年-1255年）に、豊前（現・大分県）の宇佐神宮より勧請したと伝えられる。荏原郡池上村大字徳持の住民の守護神として崇敬され、別当寺が徳乗院（御旗山真勝寺）であったことから、御旗山八幡宮とも称された。
元々は、徳持の本村地区（現池上７丁目曹禅寺付近）に鎮座していたが、明治39年（1906年）に池上競馬場建設のため、千本松と呼ばれていた現在地（旧大字徳持809番地）に遷座した。
明治41年（1908年）5月に再建されると、同年9月15日に上宿地区（現池上図書館付近）に鎮座していた稲荷神社を合祀し、八幡神社の社名を徳持神社に改称した。

## 祭神
- 誉田別命

## 境内

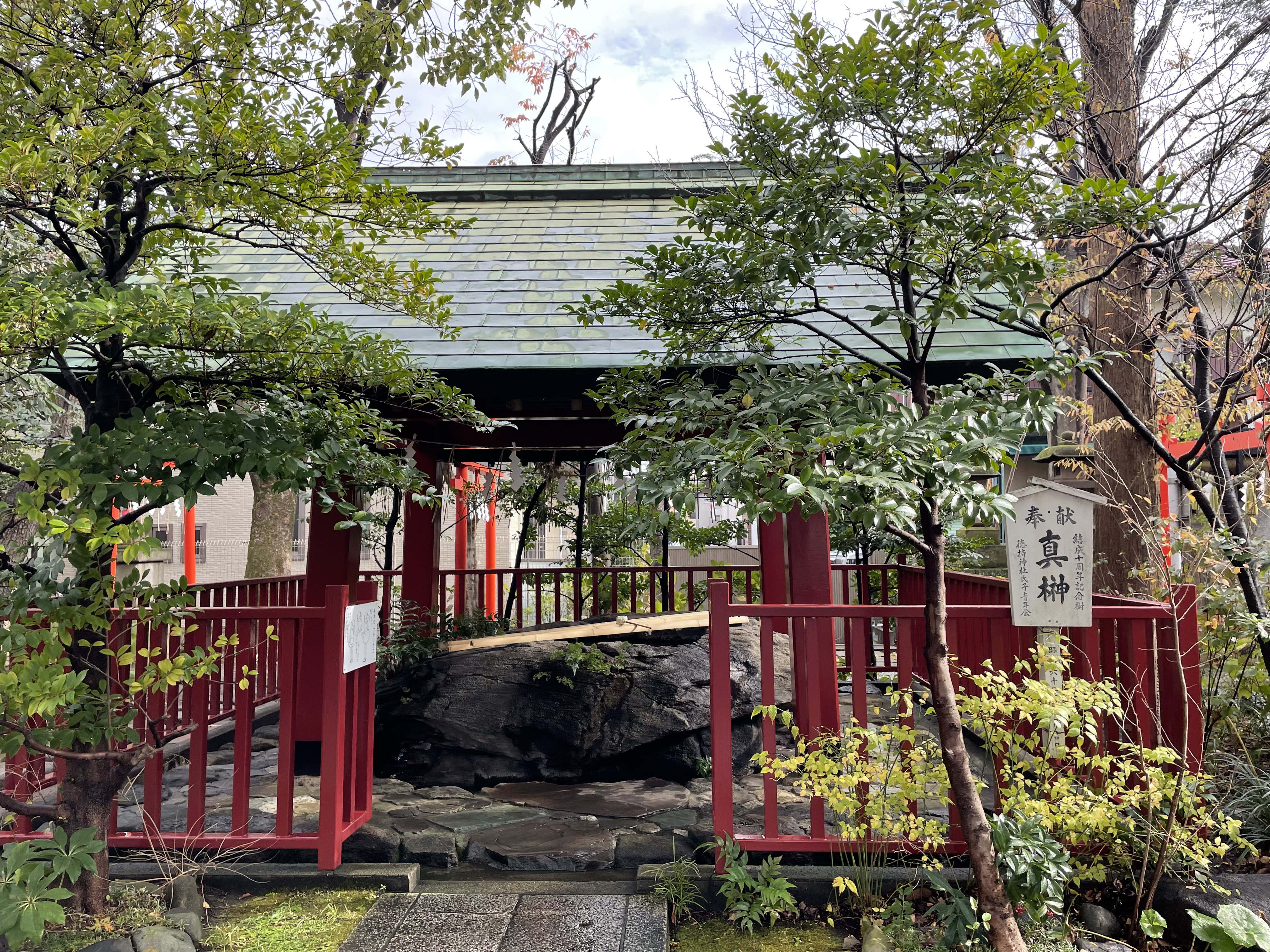
手水舎
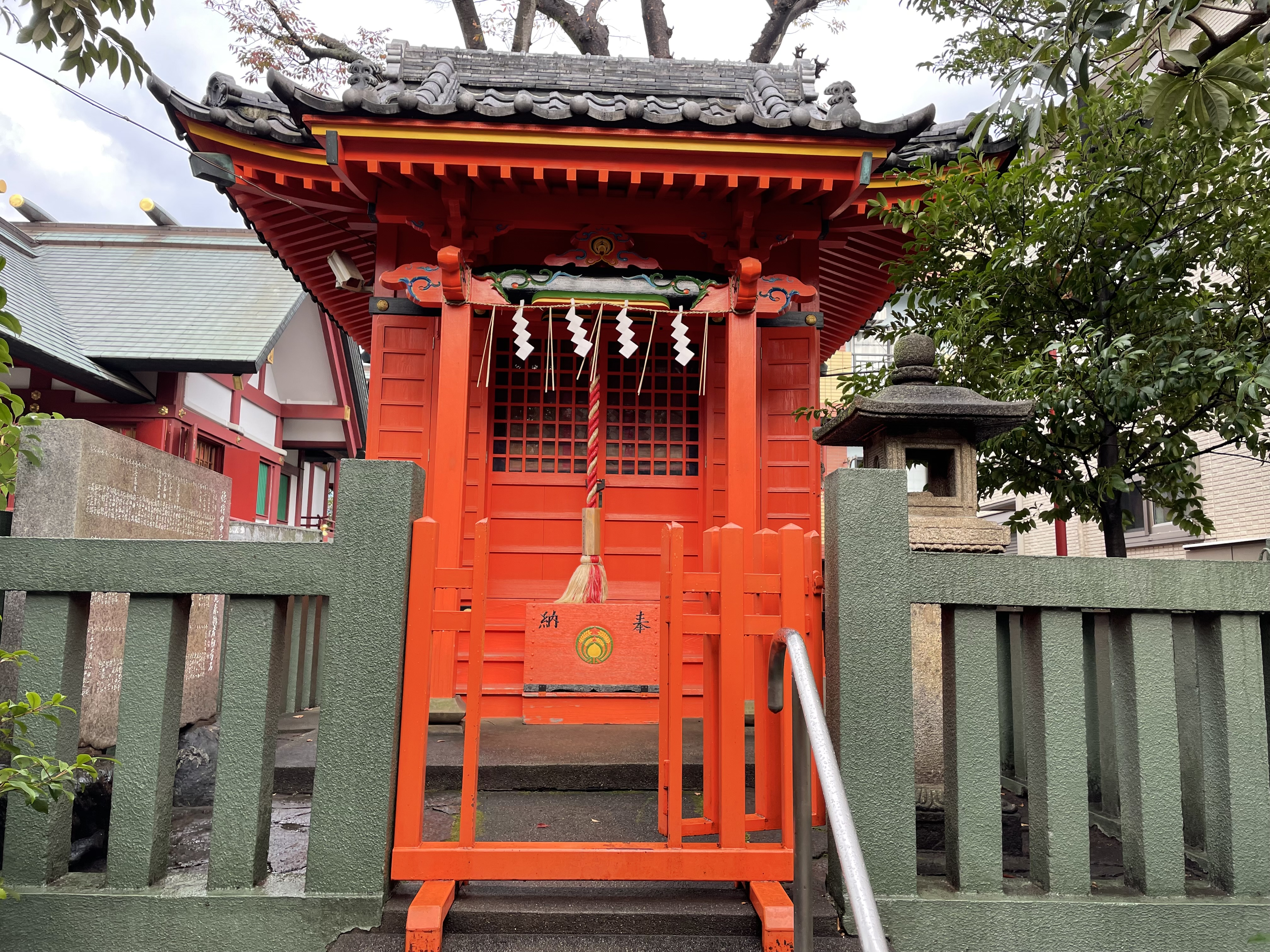
徳持田中稲荷神社

- 手水舎
- 徳持田中稲荷神社

## 交通アクセス
- 東急池上線池上駅より北西へ徒歩5分。